# Ежечасная молитва святителя Иоасафа (Горленко)
Ежечасная молитва святителя Иоасафа Белгородского — внелитургическая авторская подвижническая молитва, авторство которой связано с подвижнической деятельностью святителя Иоасафа (Горленко).
Бу́ди благослове́н день и час, в о́ньже Госпо́дь Бог мой Иису́с Христо́с мене́ ра́ди роди́ся, распя́тие претерпе́ и сме́ртию пострада́. О Го́споди Иису́се Христе́, Сы́не Бо́жий! В час сме́рти моея́ приими́ дух раба́ Твоего́, в стра́нствии су́ща, моли́тв ра́ди Пречи́стыя Твоея́ Ма́тере и всех святы́х, я́ко благослове́н еси́ во ве́ки веко́в. Аминь.

## История возникновения
Точная дата возникновения текста не установлена, чаще всего авторы книг об Иоасафе хронологически относят этот текст к последнему (белгородскому) периоду жизни святителя (1748—1754 годы).

## Богословский анализ
Текст Ежечасной молитвы святителя Иоасафа (Горленко) подробно анализировался В. Д. Жеваховым и С. А. Нилусом в книге «Молитва святителя Иоасафа Белгородского и всея России чудотворца (1705—1754): опыт краткого комментария», выдержавшей три издания.
В своём анализе, опубликованном в 1912—1915 годах в данной книге, В. Д. Жевахов подчёркивал ряд подвижнических символов, применявшихся Иоасафом в ночном молитвенном подвиге:
- Текст молитвы состоит из двух предложений, оба из которых — прошения, отражающие мировоззрение и настроение святителя, характеризуют его личность[6].
- Первое из прошений характеризует осознание Иоасафом искупительной роли земной жизни Христа[7], а также необходимости личного участия святителя в деле его собственного духовного спасения[8], со взиранием на Христа как на «Примирителя с Правосудием Божиим», понимания силы Христа как источника милосердия и божественной Правды[9]
- Второе прошение посвящено благодарению Христа Иоасафом, обращению глубочайшей благодарности святителя за пределы земной жизни христианина[10]. По мнению В. Д. Жевахова, святитель видел и глубоко скорбел о том, что человечество не благодарно Христу за его искупительную жертву, и с такой же скорбью следил за своей и епархиальной духовной жизнью.[11] В то же время, осознавая, что земное странствие заканчивается вместе со смертью, Иоасаф просит Христа принять его дух не ради него самого, а ради молитв Пречистой Богоматери[12]
- Завершая свой анализ, В. Д. Жевахов поднимает перед верующими ключевые значения Ежечасной молитвы — чувства благодарения ко Христу за его искупительные страдания, осознанию земной жизни как пути странствий в Царство Небесное[13], а также вопросам чувства долга перед всеми сторонами подвига[14] и значению фразы «Мы — Христовы люди»[15].

## Отражение в музыке
Начиная с 1909 года (по другим данным — с 1907), к тексту Ежечасной молитвы Иоасафа Белгородского стали проявлять внимание русские композиторы, как церковные, так и академические. Появление этих духовно-музыкальных внелитургических сочинений, по времени совпавшее с активной деятельностью композиторов Нового направления русской духовной музыки, стало началом развития нового внелитургического жанра русской церковной музыки. За богослужением песнопения на текст Ежечасной молитвы могут исполняться на Литургии 4 (17) сентября и 10 (23) декабря после причастного стиха.
До появления искомых сочинений в России не было зафиксировано случаев создания духовно-музыкальных сочинений на тексты авторских подвижнических молитв. Также время создания этих сочинений, как и процесс канонизации святителя Иоасафа, протекало параллельно развитию творчества композиторов Нового направления русской духовной музыки, при этом эстетические основы обоих направлений композиторской деятельности взаимопересекались.
Структура духовно-музыкальных произведений на текст Ежечасной молитвы в большинстве случаев опирается на структуру текста, описанную В. Д. Жеваховым:
- В связи с изданием А. И. Маляревским в Санкт-Петербурге книги «Святитель Иоасаф, епископ Белгородский. Чтение со световыми картинами для школ и народа», в которой исполнение хоровых партитур на текст молитвы рекомендовалось в качестве методического указания к чтению книги, на этот текст были написаны произведения священника Д. В. Аллеманова (1909), А. К. Лядова (1910, переложено в 2010-е игуменьей Елисаветой (Жегаловой)) и регента Казанского собора Санкт-Петербурга В. А. Фатеева (1910)
- В 1912 году в Киеве, по случаю выхода книги В. Д. Жевахова с комментарием текста молитвы, в ней была опубликована партитура А. П. Орловского[sheet 1], в том же году Жевахов дал цензурное разрешение на издание ещё трёх произведений Орловского.
- Среди представителей Троице-Сергиевой Лавры свои партитуры на текст Ежечасной молитвы создали иеромонах Нафанаил (Бачкало) (1913)[sheet 2][sheet 3] (включая переложение для мужского хора архимандрита Матфея (Мормыля), 1991) и С. З. Трубачёв (1980-е)
- В 2005 году в рамках торжеств, посвящённых 300-летию со дня рождения святителя Иоасафа, был запланирован конкурс на хоровое сочинение на текст его Ежечасной молитвы и гимна святителю[16], подведение итогов которого не состоялось по невыясненным обстоятельствам, однако написанные для конкурса произведения активно исполняются белгородскими хорами и по сей день. Наиболее известными стали партитуры У. М. Танделова (р. 1968), В. Н. Шувалова (1932―2022) и Д. Н. Шевченко (р. 1969).
- В 2007 году свой вариант партитуры представил К. Е. Волков[sheet 4].

Д. В. Аллеманов (1-е издание книги А. И. Маляревского)[biblio 1]
А. К. Лядов (2-е и 3-е издания книги А. И. Маляревского)
В. А. Фатеев (2-е и 3-е издания книги А. И. Маляревского)